# 10. Streichquartett (Beethoven)

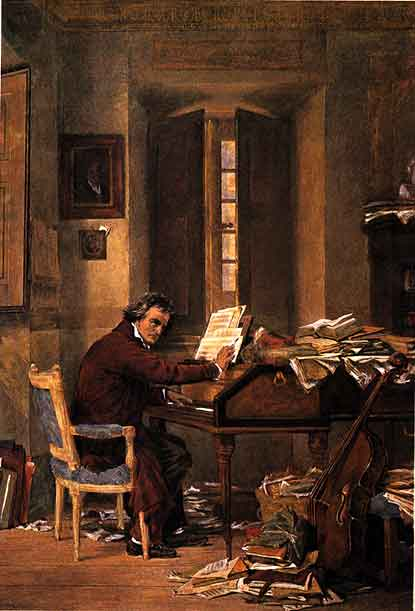
Beethoven-Porträt, etwa aus dem Jahr 1811.

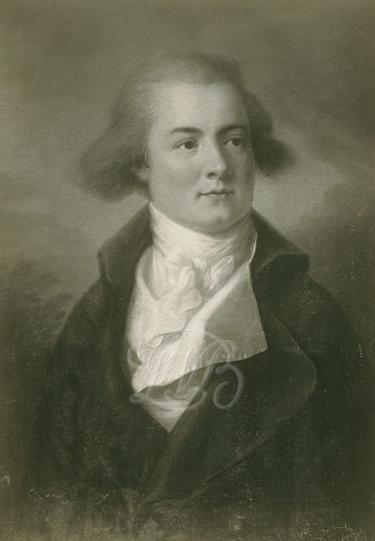
Franz Joseph Maximilian von Lobkowitz, Widmungsträger der Quartette op. 18, auf einem Ölgemälde von Friedrich Oelenhainz

Das Streichquartett Nr. 10 Es-Dur op. 74 (Harfenquartett) ist ein Streichquartett von Ludwig van Beethoven.

## Entstehung
Beethoven komponierte das Quartett im Jahr 1809 – zweieinhalb Jahre nach dem Streichquartett Nr. 9 C-Dur op. 59,3, dem dritten „Rasumowsky“-Quartett – und widmete es Fürst Franz Joseph Maximilian von Lobkowitz, der bereits Auftraggeber und Widmungsträger der Quartette op. 18 gewesen war. Der Beiname des Quartetts, der nicht von Beethoven stammt, hat seinen Ursprung in den harfenartigen Pizzicati des ersten Satzes.
Kurz vor der Komposition des Quartetts op. 74 wurde Wien im Mai 1809 von den französischen Truppen belagert; Beethoven suchte gar im Keller seines Bruders Kaspar Karl Schutz vor dem Kanonenlärm und soll versucht haben, sein im Schwinden begriffenes Gehör zu schützen, indem er Kissen an seine Ohren drückte. Durch die französische Belagerung bedingt, konnte Beethoven erst im August seinen gewohnten Sommeraufenthalt in Baden antreten, wo dann das Quartett, gemeinsam mit dem Klavierkonzert Es-Dur op. 73 („Emperor“) sowie der Klaviersonate Nr. 26 in Es-Dur op. 81a (Les Adieux), entstand.
Da Beethoven bereits durch Werke wie die Sinfonie Nr. 5 in c-Moll op. 67, die Sinfonie Nr. 6 F-Dur op. 68 („Pastorale“) und das 5. Klavierkonzert in ganz Europa berühmt war, lässt die im Vergleich zu den „Rasumowsky“-Quartetten einfachere Konzeption des Streichquartett Nr. 10 vermuten, dass Beethoven sich mit diesem Quartett an ein vorwiegend bürgerliches Konzertpublikum wandte, zumal die Eroberungen des französischen Feldherrn Napoleon Bonaparte die Zukunft der aristokratischen Salonkultur, zu der auch Beethovens adelige Mäzene gehörten, fraglich erscheinen ließen.

## Satzbezeichnungen
1. Satz: Adagio – Allegro (Es-Dur)
2. Satz: Adagio ma non troppo (As-Dur)
3. Satz: Presto – attacca (c-moll)
4. Satz: Allegretto con Variazioni (Es-Dur)

## Zur Musik
Dem Quartett op. 74 fehlt die Intensität der motivischen Themenentwicklung, die Sonatensatzdynamik sowie die modulatorische Kühnheit der „Rasumowski-Quartette“.

### Erster Satz
Der erste Satz startet mit einem beschaulichen Poco Adagio. Diesem folgt das entschlossene Hauptthema, das von den namensgebenden Pizzicati begleitet wird. Nach der konzentrierten Exposition folgen die vom Hauptthema und den Pizzicati geprägte fünfteilige Durchführung in C-Dur, die sich mit Variationen zurückhält. Auch in der Reprise fehlt die Entwicklung des Themenmaterials, obwohl diese um 12 Takte länger ist als die Exposition. Der Satz endet mit der von Sechzehnteln der ersten Geige und den Pizzicati beherrschte Coda, die, ebenfalls ohne Themenentwicklung, eine virtuose 25-taktige Violinkadenz enthält und mit 59 Takten die längste Coda in Beethovens ersten zehn Quartetten ist.
Der erste Satz von op. 74 ist der einzige in Sonatensatzform gehaltene Satz innerhalb dieses Quartetts. Neben op. 74 taucht dieses Phänomen innerhalb Beethovens Quartettschaffen nur noch in seinem cis-Moll-Quartett op. 131 (hier im Finalsatz) auf.
Nach Meinung von Musikwissenschaftler Peter Schleuning ist das Violinsolo in der Coda mit seinen Akkordbrechungen vom Finalsatz in Johann Sebastian Bachs 4. Brandenburgischem Konzert inspiriert.

### Zweiter Satz
Der zweite Satz steht in Form eines Rondo und wird von weichen Modulationen und überraschenden Akkordwendungen bestimmt. Der Satz enthält drei jeweils 23-taktige Abschnitte, in denen das Hauptthema behandelt wird; diese Abschnitte wechseln sich mit zwei Zwischenspielen ab.
Eine Kantilene bestimmt den Satz, die in dessen Verlauf dreimal variiert wird; in der letzten Variation klingen wieder die Pizzicati des ersten Satzes durch.

### Dritter Satz
Der fünfteilige dritte Satz hat die Form eines Scherzos, aber nicht dessen Charakter, und startet mit einem forschen, unruhigen Thema. Dessen rhythmisches Motiv ist von Beethovens Sinfonie Nr. 5 inspiriert, die wenige Monate vorher uraufgeführt worden war. Die lange Coda steht zum Großteil im Pianissimo.
Im C-Dur-Maggiore parodiert Beethoven starre Kontrapunktübungen. Kurz vorher hatte er seinem Schüler Erzherzog Rudolf kurz vor dessen Flucht vor Napoleons Truppen zwei Übungshefte, „Materialien zum Generalbaß“ und „Materialien zum Contrapunkt“, zusammengestellt.

### Vierter Satz
Es wird direkt zum vierten Satz übergeleitet, einem liedhaften Allegretto mit sechs Variationen und einer Coda. Während an der ersten und vierten Variation alle Instrumente gleichberechtigt beteiligt sind, übernimmt die Viola in der zweiten Variation eine solistische Rolle. In der dritten Variation treten die zweite Violine und das Violoncello hervor, in der fünften Variation die erste Violine. Die sechste Variation ist ebenso wie die Coda durch die Gegenüberstellung von geraden und triolischen Achteln gekennzeichnet. Die Coda endet in einer Allegro-Stretta, in der alle Instrumente in einem accelerando beteiligt sind.

## Wirkung
Die Proben zu dem Quartett fanden unter Lobkowitz durch dessen Streichquartett-Ensemble statt. Eine Uraufführung durch Beethovens Freund Ignaz Schuppanzigh und dessen Schuppanzigh-Quartett ist nicht belegt. Es ist jedoch möglich, dass Lobkowitz’ Cellist Anton Kraft das Quartett in einem seiner Quartettkonzerte in Zusammenarbeit mit Schuppanzigh uraufführte.
Im Mai 1811 schrieb die Allgemeine musikalische Zeitung in Anspielung auf Beethovens op.-18-Quartette: „Wir glauben aus der Seele aller ächten Freunde der Tonkunst und der Quartettmusik insbesondre zu sprechen, wenn wir den Wunsch äussern, dass unser B. sich in dieser Art und Weise erhalten, und uns viel jenen Aehnliches gegeben haben möchte!“, denn Beethovens neuestes Quartett op. 74 beinhaltete lediglich „düstern Geist“, „das Unähnlichste phantastisch verbunden“, „düstere Verworrenheit“, „geringen melodischen Zusammenhang“, „Hin- und Herschweifen von einem Einfall zum andern“ und „unnötigen Wirrwarr harter Dissonanzen“; es fehlten „hohe Einfachheit“, „lieblichste Melodien“, „das Leichte und Gefällige“.
Das Werk gilt heute, entgegen der Meinung der ersten Rezensenten, als eher leicht verständlich und noch nicht so tiefgehend und die Grenzen der Gattung auslotend wie die späten Quartette ab op. 127. Ob seiner Eingängigkeit und leichteren Verständlichkeit fand es direkt nach der Veröffentlichung großen Anklang. Die Veröffentlichung des Quartetts durch den Leipziger Verlag Breitkopf & Härtel im November 1809 war so erfolgreich, dass das Stück in Wien bereits einen Monat später durch den Artaria-Verlag neu aufgelegt wurde.
Das Quartett op. 74, das als Brücke zu Beethovens Streichquartett Nr. 12 Es Dur op. 127 gelten kann, diente Felix Mendelssohn Bartholdy vor allem für dessen Streichquartett Es-Dur op. 12 als Vorbild.